# Skalniak brązowoogonowy
Skalniak brązowoogonowy (Petrogale penicillata) – gatunek ssaka z podrodziny kangurów (Macropodinae) w obrębie rodziny kangurowatych (Macropodidae).

## Taksonomia
Gatunek po raz pierwszy zgodnie z zasadami nazewnictwa binominalnego opisał w 1827 roku brytyjski zoolog John Edward Gray nadając mu nazwę Kangurus penicillatus. Miejsce typowe to Sydney, stan Nowa Południowa Walia, Australia. Okaz typowy jest nieznany, opis na podstawie ryciny.
P. penicillata należy do grupy gatunkowej lateralis/penicillata wraz z P. rothschildi, P. lateralis, P. purpureicollis, P. godmani, P. coenensis, P. inornata, P. assimillis, P. mareeba, P. sharmani i P. herberti.
Autorzy Handbook of the Mammals of the World i Illustrated Checklist of the Mammals of the World uznają ten gatunek za monotypowy.

### Etymologia
- Petrogale: gr. πετρα petra „skała”; γαλεή galeē lub γαλή galē „łasica”[11].
- penicillata: nowołac. penicillatus „z kępkami jak szczotka”, od łac. penicillus „szczotka”, od zdrobnienia peniculus „szczota”, od penis „ogon”[12].

## Zasięg występowania i środowisko
Skalniak brązowoogonowy występuje nieregularnie po wschodniej stronie Wielkich Gór Wododziałowych na północ od Brisbane w Queensland do Kangaroo Valley w Nowej Południowej Walii. Małe, izolowane populacje utrzymują się na zachód od Wielkich Gór Wododziałowych w północnej Nowej Południowej Walii (w Warrumbungle Range i na Mount Kaputar) oraz we wschodniej Wiktorii (East Gippsland).

## Morfologia
Długość ciała (bez ogona) samic 51–57 cm, samców 52,8–61,5 cm, długość ogona samic 50–63 cm, samców 48–70 cm; masa ciała samic 4,2–8,2 kg, samców 4,4–10,9 kg. Ma ciemnobrązowy grzbiet, jaśniejszy brzuch i pierś, rudy zad i czarne włochate stopy. Ogon ciemnieje ku końcowi i na końcu jest pęk włosów. sierść jest długa i gruba szczególnie w okolicy zadu, po bokach i u nasady ogona. Zwierzęta z północy są zwykle jaśniejsze i maja krótszy pędzelek na ogonie. Maja długie ogony, nieco dłuższe niż całe ciało.

## Ekologia

### Odżywianie
Głównie trawa porastająca wzgórza lub parowy górskie (0- 35-50% diety). Uzupełniają dietę liśćmi, turzycami, paprociami, korą drzew i korzonkami, owocami, nasionami i kwiatami. Wola żerować w miejscach z niską zieloną trawą. Występuje niewielka sezonowość w ich diecie. Względnie, proporcje różnych typów jedzenia nie bardzo się różnią wśród regionu w jednym okresie wegetacji. To sugeruje określone preferencje pokarmowe z niewielkim sezonowym deficytem. Maja szerokie upodobania kulinarne. Są odporne na susze i konkurencje z wyspecjalizowanymi roślinożercami.

### Zachowanie
Są zwierzętami socjalnymi, zwykle tworzą małe kolonie z hierarchia. Jednostki mają nakładające się terytoria z dodatkowym miejscem na legowisko. Samice są towarzyskie, zwykle dzielą legowisko z innymi samicami i dbają o siebie nawzajem. Są przywiązane do swojego środowiska. Jedna z obserwowanych populacji utrzymywała w czasie dobrych i złych lat populacje składającą się z 5-7 osobników poprzez brutalne odrzucanie młodych wkrótce po odstawieniu od piersi. W niewoli to oznacza, że te młode mogą zostać zabite jeśli nie uciekną z zamknięcia. Samce rzadko przebywają w odległości mniejszej niż 5 m od siebie inaczej niemal zawsze kończy się to brutalną interakcją. Samice są bardziej tolerancyjne na bliskie sąsiedztwo innych samic ale mogą przeganiać inne samice i samce podlotki z sąsiedztwa swojego legowiska.
Jedno zwierzę gryzie i liże futro innego co może służyć do wzmocnienia statusu dominacyjnego. Używają głosów: syczący, kaszlący głos. Innymi zachowaniami są wpatrywanie się i agresywne zachowanie, dźganie nosem. Samce mogą sprawdzać potencjalne partnerki przez podejście i wąchanie zadu lub kloaki.
Dorosłe samce mają zwykle znacznie większe nocne terytoria niż samice, prawdopodobnie ze względu na większe zapotrzebowanie energetyczne lub ze względu na zwiększenie swoich szans rozrodczych. Jest kilka dowodów, że dorosłe samce popozostawiają znaki zapachowe na swoim terytorium. Wysokie poziomy zachodzenia na siebie terytorium występują prawdopodobnie ze względu na rozproszenie zasobów co prowadzi do agregacji źródeł schronień.
Żyje na skałach, blisko terenów trawiastych, często w otwartych lasach. Lubi tereny z licznymi półkami, jaskiniami i zagłębieniami. Zwykle zamieszkuje północną stronę ze względu na położenie słońca rano i wieczorem. Niegdyś szeroko rozpowszechniony i liczny był spotykany na terenach skalistych w różnych środowiskach włączając wąwozy lasów deszczowych, suche i wilgotne lasy.

### Rozmnażanie
W warunkach dostępności pożywienia kangury te rozmnażają się przez cały rok. W kojarzenie zaangażowane są tylko samice i samce, które miały założone schronienia. Znaczącą cechą jest bliski i regularny związek między samcami strzegącymi schronienia a samicami, które wykorzystują jego schronienia. Para taka wzajemne dba o siebie i wykazuje wzajemną tolerancję.
Kojarzenie występuje wkrótce po połogu. Rozwój zarodka jest opóźniony do czasu, aż torba będzie wolna. Ciąża trwa 31 dni, po których rodzi się jedno młode i przytwierdza do 1 z 4 sutków w torbie. Pozostaje tu przez 29 tyg potem żywi się mlekiem przez 3 m-ce. U zwierząt schwytanych, jajeczkowanie było zwykle zauważane tego samego dnia co narodziny, czasami w ciągu kilku godzin. Samice są dojrzałe w wieku 18 miesięcy a samce 20 miesięcy.

## Status zagrożenia
W Czerwonej księdze gatunków zagrożonych Międzynarodowej Unii Ochrony Przyrody i Jej Zasobów został zaliczony do kategorii VU (ang. vulnerable ‘narażony’).